# XIII Brigada Internacional
La XIII Brigada Internacional, coneguda per Dombrowski o Dabrowsky fou una unitat militar formada per voluntaris de diversos països europeus que combaté en la Guerra Civil espanyola, al costat de la República com a part de les Brigades Internacionals.

## Formació
La Brigada es va formar el mes de desembre del 1936, als pobles de Tarazona de la Mancha, Mahora, Villanueva de la Jara i Quintanar del Rey, agrupant voluntaris de diverses nacionalitats. Així, els primers batallons que es constituïren foren:
- El Batalló Louise Michel, majoritàriament format per francesos i belgues.
- El Batalló Txapàiev, multinacional.
- El Batalló Henri Vuillemin, també francòfon.

També en formaven part tres bateries internacionals (Thaelmann, Liebknecht i Gramsci) i una companyia balcànica.
El comandament de la unitat fou confiat a l'alemany Wilhelm Zaisser (conegut per "General Gómez"), amb Albert Schreiner (conegut per "Schindler") de cap d'Estat Major i el polonès Suckanek de comissari.

## Primers combats
El 2 de desembre del 1936, va sortir d'Albacete cap al front de Terol amb la intenció d'alleujar la pressió enemiga sobre Madrid amb l'ocupació de la ciutat. En la matinada del dia 27, els tres batallons es van llançar a l'atac, aconseguint arribar a 8 km. de la ciutat. L'endemà, una secció del "Henri Vuillemin" va aconseguir arribar a les primeres cases, però aquí es va acabar l'ofensiva. El "Tchapaiev" va patir un 50% de baixes, va haver-hi desercions importants, com la del cap del "Henri Vuillemin", Henri Dupré que es va passar als nacionals i el resultat final va ser un enorme fracàs. La XIII Brigada va tornar a terres manxegues a reorganitzar-se. El Batalló Louise Michel va ser absorbit pels altres dos per a refer-se de les baixes i com a reforç va arribar un novell batalló de la CNT.
Per a pal·liar la derrota republicana a Màlaga, la XIII Brigada va sortir cap a aquest front, arribant-hi el 12 de febrer del 1937 i intentant reconquistar Motril sense resultat, però aconseguint, si més no, estabilitzar la línia a Calahonda. A continuació, la unitat es va dirigir a Sierra Nevada, on va aconseguir de recuperar quatre petits pobles i evitar la infiltració enemiga per la vall de Trévelez. Amb gran desgast provocat per les baixes temperatures dels voltants del Mulhacén, la Brigada va ser retirada de l'avantguarda el 27 de març.
Per a la seva següent intervenció en el front d'Extremadura, la XIII Brigada va rebre l'aportació de dos batallons espanyols, el Batalló Otumba i el Batalló Juan Marco. L'1 d'abril, la brigada, ja completa, va arribar a Los Pedroches per a iniciar, el dia 4, l'ofensiva sobre Peñarroya. Es va aconseguir ocupar Valsequillo, La Granjuela i Los Blázquez i situar les noves posicions en el cim d'El Terrible, aguantant els durs contraatacs adversaris. El dia 6, encara es van poder conquistar les altures de la Sierra Noria, però l'intent de dominar el Cerro Mulva, clau de l'accés a Peñarroya, va fracassar i amb això l'ofensiva. Després d'una breu operació defensiva enfront de les tropes italianes de Franco a Campillo de Llerena, els interbrigadistes van tornar a la seva base d'Albacete.
L'italià Krieger va substituir Zaisser en el comandament de la Brigada, el polonès Tadeusz Oppman a Schindler en la prefectura de l'Estat Major, i el iugoslau Blagoye Parovic a Suckanek en el càrrec de comissari polític.

## La Batalla de Brunete
La XIII Brigada Internacional va participar en la batalla de Brunete en el si de la 15a Divisió, pel flanc esquerre de l'ofensiva.
En la matinada del 6 de juliol, la Brigada va avançar sobre Villanueva de la Cañada, ocupant el seu cementiri. Durant tot el transcurs del dia, es va lluitar durament per la possessió del poble, fins a poder conquistar-lo, arribada la nit, amb l'especial col·laboració del Batalló Tchapaiev i el Juan Marco. En l'acció va morir el flamant comissari Parovic, reemplaçat per l'italià Camen. El dia 8, el Tchapaiev va ocupar Romanillos i el Batalló Henri Vuillemin el castell de Villafranca del Castillo, on, en els dies següents, van haver de resistir forts contraatacs.
La defensa de Romanillos va suposar un enorme desgast per a la Brigada, que va derivar en un obert amotinament, després de ser retirada del front i rebre l'ordre de tornar a primera línia. Desobeint als seus comandaments la Brigada es va dirigir en actitud de franca rebel·lia cap a Madrid. A Torrelodones va poder ser finalment parada i desarmada per Guàrdies d'Assalt reforçats amb blindats. Els seus comandaments van ser jutjats, els seus homes repartits entre les altres Brigades Internacionals i la XIII dissolta.

## La Batalla de Belchite
La nova XIII Brigada Internacional va renéixer el 4 d'agost, amb els batallons Dombrowski, Palafox i Rakosi, sota el comandament del polonès Jan Barwinski, tot conservant als antics cap d'Estat Major i comissari.
El 25 d'agost, la XIII Brigada Internacional va tornar al front a Belchite. La seva missió era prendre Villamayor de Gállego, cosa que va assolir, però quan es trobava a 4 km. de Saragossa va ser frenada pels contraatacs adversaris i va romandre tres dies en un terreny pla i sense proteccions naturals sota el foc de l'artilleria franquista. El resultat va ser l'anihilament del Dombrowski, del qual van sobreviure 200 dels seus 700 homes, i del Palafox. L'11 d'octubre, la XIII Brigada va ser llançada novament al combat a Fuentes de Ebro, encara que l'estat en què es trobava no va permetre la seva utilització a fons, sinó que es va limitar a flanquejar la XV Brigada Internacional. L'operació va acabar en un rotund fracàs. La XIII Brigada es va retirar a Binaced para reorganitzar-se, rebent un nou batalló, el Mickiewicz.

## La Batalla d'Extremadura
El 3 de febrer del 1938, la XIII Brigada es va desplaçar a Extremadura per a intervenir en una ofensiva en Sierras Quemadas, pensada per a alleugerir la pressió nacional en el front de Terol. Els primers dies, els combats van ser de pur tempteig, però el dia 16, es va llançar un important atac, en el qual es van aconseguir prendre les altures de Sierra Quemada, però la desbandada de la XII Brigada Internacional, que participava en l'operació va arrossegar la XIII, els batallons Palafox i Mickiewicz de la qual foren molt castigats.

## La retirada de l'Aragó
El 10 de març, la Brigada s'havia traslladat al front d'Aragó i tenia dos batallons en primera línia a Samper del Salz. L'ofensiva nacional va trencar el front a Belchite i va provocar la seva total ensorrada. La conseqüència va ser una retirada desordenada cap a Albalate del Arzobispo i, més tard, a Alcanyís. A Casp, el comandament va intentar organitzar la defensa, posicionant la XIII Brigada a la Sierra del Vizcuerno. El 17 de març, els nacionals van llançar el seu atac contra Casp i la XIII va resultar aniquilada. Retirada del front i sense temps per a la seva reorganització va ser enviada a defensar Lleida en la carretera de Lleida a Montsó. La fèrria resistència no va poder impedir la caiguda de Lleida i la XIII Brigada va creuar el Segre per establir-se a Vilanova de la Barca. Barwinski va ser rellevat en el comandament de la unitat pel rus Mihail Kharchenko.

## La Batalla de l'Ebre
En la batalla de l'Ebre, la XIII Brigada Internacional va passar el riu per Ascó, el 25 de juliol, arribant fins a la Venda de Camposines. En l'avanç sobre Gandesa, la Brigada va patir nombroses baixes i va haver de ser retirada a la Venda de Camposines. Des d'aquí, va ser enviada novament a lluitar al Vèrtex Gaeta, sobretot per a detenir la desbandada en aquest sector. La defensa d'aquestes posicions va ser aferrissada, fins al 22 de setembre, que va arribar l'ordre de retirada dels internacionals.
L'1 d'octubre, va reorganitzar-se a Monredón la nova 13a Brigada Mixta, formada exclusivament per espanyols, sota comandament del major de milícies Enrique Escudero Serrano. Encara va tenir temps d'intervenir en la batalla de l'Ebre, defensant la retirada de la 35a Divisió, formant un arc des de les cotes 160 i 201 fins al Vèrtex del Barranc Fosc. El 16 de novembre va ser l'última unitat d'abandonar el cap de pont per Flix.

## La retirada de Catalunya
La 13a Brigada Mixta no va deixar rastre de la seva actuació en la batalla de Catalunya, però els internacionals concentrats a la Garriga van formar, el 23 de gener de 1939, dos batallons, el Dombrowski i el Rakosi, per a ressuscitar la XIII Brigada Internacional. Va prendre el comandament el polonès Henryk Torunczyk, reemplaçat, el dia 26, per l'hongarès Miklos Szalway "Tchapaiew". La nova Brigada va intentar presentar resistència a Cassà de la Selva, durant dos dies, però ja era inútil. La retirada va dur la XIII Brigada Internacional a Girona i el 7 de febrer les seves restes creuaven la frontera pel Pertús.
La XIII Brigada Internacional publicava el periòdic "Dombrowszczak" i el Batalló Juan Marco, "A Vencer".